# 东姑再纳布二世
东姑再纳布二世·东姑莫哈末柏特拉（1917年8月7日—1993年1月10日）是马来西亚吉兰丹州苏丹后。1975年至1979年间出任马来西亚第六任最高元首后。
东姑再纳布于1917年8月7日出生在吉兰丹哥打巴鲁，她是第二十七任吉兰丹苏丹端姑雅亚·柏特拉的妻子，第二十八任苏丹苏丹伊斯迈·柏特拉的母亲。1979年3月20日端姑雅亚·柏特拉任内驾崩后，东姑再纳布回到吉兰丹指导她的儿子履行苏丹职责。
1993年1月10日，东姑再纳布在吉兰丹王宫驾崩，享年75岁，随后被安葬在吉兰丹皇家陵墓。